# Fontanafredda
Fontanafredda là một đô thị ở tỉnh Pordenone, vùng Friuli-Venezia Giulia của Ý. Đô thị này có diện tích 46 km2, dân số năm 2004 là 10.081 người. Fontanafredda có các đơn vị cấp dưới: Vigonovo, Ceolini, Camolli-Casut, Forcate, Ronche, Talmasson, Romano, Ranzano, Nave, Pieve, Villadolt.
Các đô thị giáp ranh: Aviano, Brugnera, Budoia, Caneva, Polcenigo, Porcia, Roveredo in Piano, Sacile.